# Anhelina Lysak
Anhelina Lysak (in ucraino Ангеліна Лисак?; 12 gennaio 1998) è una lottatrice ucraina, specializzata nella lotta libera.

## Palmarès
- Europei

Roma 2020: bronzo nei 59 kg.